# Mohamed Sylla
Mohamed Sylla (Conakry, 22 de febrero de 1971 – Marsella, 9 de junio de 2010) fue un futbolista guineano que jugó en la posición de delantero.

## Carrera
Sylla empezó su carrera con el equipo local del Hafia Conakry. Debido a su habilidad como goleador, sobre todo en la liga gabonesa con USM Libreville, fue fichado por el Willem II. Fue el primer jugador guineano en jugar en la liga holandesa y estuvo allí seis temporadas antes de jugar en la liga francesa, escocesa y griega. Pasaron a la historia los dos goles que marcó con el Willem II en el campo del FC Twente jugado en medio de la nieve. Al acabar el partido, Sylla confesó que era la primera vez que veía la nieve.

## Muerte
Sylla murió el 9 de junio de 2010 en un hospital de Marsella, después de una batalla contra el cáncer de pulmón y otro pancreático.

## Vida personal
Su hijo Abdoul Karim Sylla también es futbolista profesional.

## Clubes
| Club           | País         | Año       | Partidos | Goles |
| -------------- | ------------ | --------- | -------- | ----- |
| Hafia Conakry  | Guinea       | 1986–1987 | 33       | 22    |
| USM Libreville | Gabón        | 1988–1989 | 36       | 23    |
| Willem II      | Países Bajos | 1989–1995 | 145      | 24    |
| FC Martigues   | Francia      | 1995–1997 | 46       | 6     |
| Ayr United     | Escocia      | 1997–1998 | 3        | 0     |
| Paniliakos     | Grecia       | 1998–2000 | 15       | 1     |
| Niort          | Francia      | 2000      | 4        | 0     |
| Istres         | Francia      | 2000–2001 | 0        | 0     |
| Stade Tunisien | Túnez        | 2001–2002 | 0        | 0     |